# 一帶一路·與我何干
《一帶一路》（英語：My Interfaces with the Belt and Road Initiative, or My relationship with the Belt and Road Initiative）是香港中學校際綜合能力比賽的名稱，自2017年開始舉辦首屆。

## 目的
為協助年輕人掌握如何裝備自己，把握「一帶一路」倡議的機會，多個組織聯合主辦《一帶一路》中學校際綜合能力比賽。比賽的對象為中四至中六學生，目的是鼓勵中學生關心社會事務，並讓中學生儘早了解「一帶一路」及其蘊藏的龐大機遇，主動學習，包括進修相關科目、學習相關語言及文化、選擇在「一帶一路」沿線國家留學等，及早裝備自己把握機會。 

## 帶路先鋒
《帶路先鋒》（Belt and Road Pioneer）是「一帶一路．與我何干」活動的籌備委員會，籌備委員會的榮譽會長是陳智思先生，首席榮譽主席是胡曉明先生，首席榮譽顧問是曾其鞏先生。
由第二屆開始，並設計引入18-25歲的「公開組」。

## 得奬名單

### 第一屆 （2017）
奬項共三類，帶路先鋒大使、二等奬的全場冠、亞、季、殿和優異，（另設答題傑出奬、和演繹創意奬）及二等奬。
- 帶路先鋒大使：冠、亞、季的學生獲頒授《帶路先鋒大使》最高榮譽
  - 吳棋源 (Ben)、張思瀚 (Samuel)、梁孝聰 (Jack) - 保良局羅傑承(1983)
  - 李貝加 (Amy)、莊頌恩 (Calamus)、盧泳霖 (Whitney) - 拔萃女書院
  - 陳容 (Mark)、黎琸瑤 (Christie)、鄺明慧 (Vivian) - 保良局顏寶鈴

- 一等奬：
  - 冠軍：保良局羅傑承（一九八三）中學 [3]
  - 亞軍：拔萃女書院
  - 季軍：保良局顏寶鈴書院[4]
  - 殿軍：迦密主恩中學
  - 優異：中華基金中學[5]
  - （最佳演繹獎：拔萃女書院；最具創意獎：迦密主恩中學）

- 二等奬：（答題傑出的範疇分為二大類）
  - 通識範疇答題傑出奬：最佳三隊香島中學、英華女學校[6]、東華三院李潤田紀念中學
  - 何干範疇答題傑出奬：最佳三隊余振強紀念第二中學、英華女學校、南屯門官立中學

### 第二屆 （2018）
校際高中組
- 帶路先鋒大使：
  - 李冠希、高雅澄、徐卓溋-（民生書院）
  - 吳穎詩(Otto)、沈慧沁(Sam)、張廣泰(Nico) - （仁濟醫院王華湘中學）
  - 李漢生、莊祖明(Tom)、盧嘉希(Brian) - （禮賢會彭學高紀念中學）

一等奬：
- - 冠軍：民生書院
  - 亞軍：仁濟醫院王華湘中學
  - 季軍：禮賢會彭學高紀念中學
  - 殿軍：保良局董玉娣中學
  - 優異：樂善堂顧超文中學
  - （最佳演繹獎：民生書院；最佳創意獎：民生書院）

二等奬：
答題傑出的範疇增加二大類別，合共四大範疇：
- - 通識奬：梁文燕紀念中學、地利亞修女紀念學校（協和）、中華基金中學
  - 何干奬：聖若瑟英文中學、仁愛堂田家炳中學、明愛莊月明中學、葵涌蘇淅公學、仁濟醫院林伯欣中學
  - 灣區奬：聖若瑟英文中學、葵涌蘇淅公學, 仁愛堂田家炳中學
  - 創新奬：梁文燕紀念中學、明愛莊月明中學、天主教慈幼會伍少梅中學

三等奬：（最佳參與）
- - 英華女學校、香島中學、何明華會督銀禧中學

青年公開組
- 一等奬（二甲隊伍的個人兼擁《帶路先鋒大使》名銜）
  - 左英傑(Alex)、張峻銘(Samuel)（香港城市大學）
  - 陳譜光、譚曉君（深圳大學）
  - 王遠謀、殷歌（北京師範大學-香港浸會大學聯合國際學院）

### 第三屆 （2019）
校際高中組
- 帶路先鋒大使：
  - 張潁琪、趙爾納、霍傲璇 -（保良局董玉娣中學）
  - 陳基國、楊國豪、鄒任朝 -（仁濟醫院林百欣中學）
  - 王沐昀、蔡凱晴、鄭藹瑩 -（拔萃女書院）

一等奬：
- - 冠軍：保良局董玉娣中學
  - 亞軍：仁濟醫院林百欣中學
  - 季軍：拔萃女書院
  - 殿軍：迦密中學
  - 優異：浸信會呂明才中學

二等奬：（四大範疇）
- - 通識奬：何明華會督銀禧中學、培僑中學、中華基金中學、聖若瑟英文中學
  - 何干奬：何明華會督銀禧中學、保良局顏寶鈴書院、培僑中學、仁愛堂田家炳中學
  - 灣區奬：保良局顏寶鈴書院、聖若瑟英文中學, 培僑中學
  - 創新奬：保良局顏寶鈴書院、保良局何蔭棠中學、培僑中學

三等奬：（最佳參與）
- - 皇仁舊生會中學、仁濟醫院第二中學、仁濟醫院王華湘中學

青年公開組（三甲隊伍的個人兼擁《帶路先鋒大使》名銜）
- - 張嘉儀、郭津汶 - （香港城市大學）
  - 王宣瓔、周耿平 - （香港城市大學專上學院）
  - 譚雨卓、楊光雨露 - （香港城市大學專上學院）

### 第四屆 （2021）
校際高中組
一等奬：
- - 冠軍：何明華會督銀禧中學
  - 亞軍：保良局羅傑承(一九八三)中學
  - 季軍：梁文燕紀念中學（沙田）
  - 殿軍：皇仁舊生會中學
  - 優異：可風中學（嗇色園主辦）

二等奬：四大範疇：
- - 絲路獎：中華基金中學、拔萃女書院、聖保祿學校
  - 灣區獎：中華基金中學、迦密中學、中華傳道會劉永生中學
  - 創科獎：英華女學校、青年會書院, 港島民生書院
  - 綠色獎：青年會書院、迦密中學、聖保祿學校

### 第五屆 （2022）
校際高中組 
一等奬：
- - 冠軍：保良局羅傑承(一九八三)中學
  - 亞軍：福建中學
  - 季軍：保良局董玉娣中學
  - 殿軍：東華三院甲寅年總理中學
  - 優異：可譽中學暨可譽小學（嗇色園主辦）、中華基金中學

二等奬：
- - 絲路獎：港島民生書院、十八鄉鄉事委員會公益社中學、可風中學（嗇色園主辦）
  - 灣區獎：梁文燕紀念中學、何明華會督銀禧中學、東華三院伍若瑜夫人紀念中學
  - 創科獎：中華基督教會全完中學、保良局姚連生中學, 可藝中學（嗇色園主辦）
  - 綠色獎：天水圍循道衛理中學、可立中學（嗇色園主辦）、東華三院陳兆民中學

三等奬：培僑中學、廠商會中學、保良局李城璧中學

## 第一屆活動及組織

### 比賽

#### 日期和地點
- 2017年4月29日香港城市大學[8]

#### 參賽資格
- 全港中四至中六學生
- 以學校為單位進行報名，每校限派一隊
- 每隊4人，包括3名學生及1名帶隊老師[9]

#### 比賽模式
- 講座：參賽者於早上耹聽專題講座介紹
- 初賽：參賽學生以手機進行網上答題
- 決賽：出線學生進行演示

#### 奬項
- 冠、亞、季、殿軍、優異獎
- 通識範疇 答題傑出奬：３名
- 何干範疇 答題傑出奬：３名
- 最佳演繹獎
- 最具創意獎

- - 奬品包括20套機票（香港航空贊助）、現金、奬牌、外訪馬來西亞

### 組織

#### 單位

##### 主辧單位
- 香港專業及資深行政人員協會[10]
- 新界社團聯會[11]
- 一帶一路國際發展聯盟

##### 協辧單位
- 香港航空
- 香港城市大學新絲路研究中心[12]
- 港鐵學院

##### 支持單位
- WeFi Limited[13]
- 教育局
- 香港經濟師學會

##### 支持媒體
- 香港電台普通話台
- 香港經濟日報
- 灼見名家

##### 贊助單位
- 中港通證券有限公司
- 中電控股有限公司
- 香港證券學會
- 菱電發展有限公司
- 容永祺容思瀚保險理財顧問有限公司
- 尊貴善長

#### 嘉賓
包括主禮嘉賓、特邀嘉賓、頒奬嘉賓、評判。

##### 主禮
- 胡曉明 工程師, BBS, JP，香港城市大學校董會主席

##### 特邀嘉賓
- 林鄭月娥 女士大紫荆勋贤，GBS，前政務司長，香港特别行政區候任行政長官

##### 頒奬嘉賓
- 吳克儉 先生, SBS, JP ，教育局局長

##### 評判
- 首席評判：梁愛詩 女士, GBM, JP全國人大常委會香港基本法委員會副主任、前律政司司長
- 陳紹雄 香港專業及資深行政人員協會會長
- 陳勇 新界社團聯會理事長
- 何鍾泰 大舜基金主席

##### 專題講座
- 陳鳳翔 中學校際綜合能力比賽 籌委會主席
- 莊太量中大劉佐德全球經濟及金融研究所常務所長
- 陳景祥香港文化產業聯合總會 行政總裁
- 李建英香港金融發展局高級顧問

##### 司儀
- 錢佩佩

### 外訪
首屆外訪：由香港專業及資深行政人員協會負責主辧，並獲民政事務局公民教育委員會的2017-18年度「一帶一路」交流資助計劃贊助，讓參賽隊伍以及對一帶一路具興趣的青年合共三十多人參與，前往海絲之路的核心地段馬來西亞，獲當地傳媒廣泛報導。
- 目的：鼓勵年青人親身體驗一帶一路的機遇，通過「民心相通」，及早裝備，掌握未來。[15]
- 團隊：
  - 名譽團長：胡曉明工程師, SBS, BBS, JP, 港區人大代表、香港城市大學校董會主席、專資會前會長
  - 名譽高級顧問：陳勇太平紳士BBS, JP, 港區人大代表、新界社團聯會理事長
  - 名譽顧問(香港)：張少華，港鐵學院校長
  - 名譽顧問(大馬)：何劍翔，馬來亞銀行大中華區行政總裁
  - 名譽顧問(內地)：黃棟教授，東盟研究中心主任
  - 團長：陳鳳翔博士 Dr. Wilson Chan
  - 副團長：黃福慶 Willy Ooi，澳門馬來西亞商會會長

- 日期：2017年7月14日至7月18日（五天）
- 行程：[16]

前往馬來西亞的吉隆坡、馬六甲市、皇京港，拜訪單位包括商業性質、學術性質、外交性質、基建性質等等：
- - 馬來西亞國際工業貿易部

馬來西亞國際工業貿易部（Ministry of International Trade and Industry, "MITI"）獲拿督黃家泉Dato' Seri Ong Ka Chuan副部長接見。
- - 華校董事聯合會總會

馬來西亞華校董事聯合會總會（簡稱「董總」）（United Chinese School Committees’ Association of Malaysia, "Dong Zong"）獲多位局主任接見，包括課程局林美燕局主任、學務和師資局曾慶方局主任、資料與檔案局鐘衛前局主任、出版局聶婉磚局主任十多位校方代表出席。
- - 吉隆玻中華獨立中學

吉隆玻中華獨立中學（簡稱「隆中華」）獲謝上才校長接見，分享兩地求學模式。通過交流，也了解當地“華人學生更要掌握三種語言。華文（普通話和簡體字）、英文和馬來文”。“當本港學生和家長在怨懟考試，作業過多時，外間的對手都咬牙刻苦地爬上來，他日無芝士吃，怪誰？”
- - 凱杰發展有限公司

凱杰發展有限公司（KAJ Development）獲首席執行官拿督蕭玉鳳女士親自接見，了解皇京港和臨海工業園區的發展。
- - 大馬中國大使館

中國駐馬來西亞大使館獲劉東源參贊接待，介紹大馬在絲路發展情況及給年青人機遇。
- - 吉隆坡大學

在馬來西亞的吉隆坡大學（UniKL）上課，由Institute of Product Design and Manufacturing學院的 Azman Senin副院長介紹泛亞鐵路的發展情況，以及當地升讀大學的機遇。而中國華中科技大學的東盟研究中心主任黃棟教授也同場分享東盟氣候研究結果。 
- - 馬來亞銀行 **

拜訪馬來西亞最大企業馬來亞銀行（Maybank），獲國際部總裁Pollie Sim接見，並獲於頂樓設宴款待，與馬來西亞首相政治秘書  拿督王乃志、馬來西亞首相新聞秘書黎秀珠女士共享晚宴。

### 籌備委員會
- 主席：陳鳳翔
- 副主席：曾其鞏
- 總幹事：王聰穎
- 秘書處團隊聯絡：www.hkpasea.org[24]
- 學校聯絡組聯絡：www.fnty.org.hk [9]

### 嘉賓評語
- 特邀嘉賓：候任行政長官林鄭月娥女士，“一帶一路是一個大策略及構想，青年人應該抱一個正面及積極的態度，才能得到無限機會。” [25][26]

- 籌委會主席：陳鳳翔博士，“設立此次一帶一路綜合能力比賽，目的在於讓同學們放眼世界，及早裝備，更好把握一帶一路在他們成長路上帶來的機遇。” [27][28]

- 拔萃女書院：決賽中分享說，“‘一帶一路’為香港的社會、經濟、文化交流等方面帶來很多發展機遇。作為青年人，應放眼未來，好好裝備自己，投身於科研及創意文化等產業，促進產業多元化發展，對祖國的發展和個人的未來會非常有用。”[29]

- 保良局羅傑承（一九八三）中學：隊員表示，“香港年輕人要好好讀書，讓自己擁有多方面的才能，令香港在‘一帶一路’中擔任的角色更加重要，為“一帶一路”沿線國家和地區提供幫助。”[30]

- 迦密主恩中學：同學在活動上表示，隨着“粵港澳大灣區擴展的一小時生活圈，我們交友的圈子和工作選擇也可以增加。”[31]

## 第二屆活動及組織

### 比賽

#### 日期和地點
- 2018年2月3日周六，在香港城市大學舉行

#### 參賽資格

##### 中學組
- 全港中四至中六學生
- 以學校為單位進行報名，每校限派一隊
- 每隊4人，包括3名學生及1名帶隊老師[9]

##### 公開組
- 25嵗 或以下
- 每隊由2人自由組合

#### 比賽模式
- 講座：參賽者於早上耹聽專題講座介紹
- 初賽：答問多項選擇題
- 決賽：演示表演

### 組織

#### 籌辧單位《帶路先鋒》
- 《帶路先鋒》（Belt & Road Pioneer, “BRP”）

《帶路先鋒》是籌辧《一帶一路．與我何干》活動的籌備委員會
- 主席：陳鳳翔
- 副主席：陳勇太平紳士
- 副秘書：王聰穎	、梁慧琳、孫悅
- 司庫：陳記煊
- 榮譽法律顧問：張秀芬

##### 榮譽會長
- 榮譽會長陳智思 ，行政會議非官守議員召集人

##### 帶路先鋒榮譽主席
- 首席榮譽主席：胡曉明，港區全國人大代表
- 榮譽主席：李愛平，仁愛堂 主席
- 榮譽主席：李鋈麟，東華三院主席
- 榮譽主席：林家禮，香港—東盟經濟合作基金會會長
- 榮譽主席：郭予宏，九龍樂善堂主席
- 榮譽主席：陳亨利，保良局歷屆主席會主席
- 榮譽主席：陳坤耀，深圳市前海創新研究院前院長
- 榮譽主席：陳東，嗇色園（黃大仙）前主席
- 榮譽主席：彭少衍，博愛醫院 董事局主席
- 榮譽主席：嚴徐玉珊，仁濟醫院董事局主席

##### 帶路先鋒專家
- 嚴厚民院長，聯合國歐洲經濟委員會PPP中國專家中心主任
- 關家明，香港貿易發展局研究總監
- 陳文鴻教授，珠海學院一帶一路研究所所長
- 莊太量教授，中大劉佐德全球經濟及金融研究所常務所長
- 翁海穎 博士，香港理工大學一帶一路聯絡室 主任
- 黃棟 教授，華中科技大學東盟研究中心主任
- 陳鳳翔博士，新城電台《一帶一路通識》節目主持人

##### 帶路先鋒榮譽顧問
- 首席榮譽顧問：曾其鞏，香港舞蹈團董事局 副主席
- 榮譽顧問：文灼非，灼見名家傳媒 社長及行政總裁
- 榮譽顧問：李芝蘭，香港城市大學香港持續發展硏究中心 總監
- 榮譽顧問：張少華，香港港鐵學院 校長
- 榮譽顧問：梁偉光，仁濟醫院董事局 總裁
- 榮譽顧問：彭一邦，亞洲聯合基建 行政總裁及營運總裁
- 榮譽顧問：黃福慶，澳門馬來西亞商會 會長
- 榮譽顧問：溫文蕙，栢滙慈善基金 主席
- 榮譽顧問：熊志忠，明愛社區書院 院長
- 帶路先鋒大使顧問：鄺美雲，鄺美雲珠寶 創辦人

#### 主辧單位
- 香港專業及資深行政人員協會
- 新界社團聯會
- 新界青年聯會

##### 學術機構
- 珠海學院 - 一帶一路研究所
- 香港城大 - 香港持續發展研究中心
- 香港城大 - 新絲路研究中心
- 香港中大 - 劉佐德全球經濟及金融研究所
- 澳門城大 - 澳門一帶一路研究中心

#### 協辧/支持單位
- 工銀亞洲
- 仁愛堂
- 仁濟醫院
- 東方蜘蛛
- 金銀業貿易場
- 信德中旅船務投資
- 香港優才國際教育
- 香港金融管理學院
- 教育局
- 港鐵學院
- (海外)馬六甲皇京港

##### 聯會/商會/學術機構
- 一帶一路發展聯會
- 一帶一路東北青年聯盟
- 香港吉林青年會
- 香港副學位協會
- 香港國際智慧城市研究院
- 香港理大內地學生學者聯合會
- 香港經濟師學會
- 港內地畢業生聯會
- 新媒體發展基金

##### 其他地方
- 馬來西亞 - 一帶一路戰略理事會
- 江西財大 - 一帶一路暨澳港大灣區發展研究中心
- 武漢華中科大 - 東盟研究中心
- 澳門 - 澳門馬來西亞商會

#### 支持媒體
- 灼見名家傳媒
- 香港電台普通話台
- 新城財經台
- 經濟日報

#### 贊助單位
- 中國工商銀行（亞洲）
- 中港通證券有限公司
- 中電控股有限公司
- 李鏡波會計師
- 亞太國際教育交流協會
- 亞洲保險有限公司
- 金銀業貿易場
- 胡曉明工程師
- 馬六甲皇京港
- 陳亨利博士
- 林健忠曉陽慈善基金會
- 尊貴善長

- 香港城市大學 (場地贊助)
- 何緯豐博士 (Logo贊助)
- 微線WeFi (系統贊助)

### 外訪
第二屆外訪：前往了泰國，見《帶路先鋒》(http://www.brp.com.hk/a/79255-cht （页面存档备份，存于）) 

## 第三屆活動及組織

### 第三屆

#### 日期和地點
- 2019年1月26日周六，在香港城市大學舉行[33]

#### 參賽資格
分全港「高中組」（三名同校學生）和18至25嵗「公開組」（二名組隊），奬項設三大類：一等奬：五甲隊伍、前三甲獲頒「帶路先鋒大使」、外訪、...二等奬：答題分類最高分（何干、通識、灣區、創科）三等奬：參與奬（其餘最高分收）

#### 主辧單位
帶路先鋒

##### 協辧單位
- 香港專業及資深行政人員協會
- 新界社團聯會
- 新界青年聯會

（學術單位）
- 珠海學院 - 一帶一路研究所
- 香港城大 - 香港持續發展研究中心
- 香港城大 - 新絲路研究中心
- 香港中大 - 劉佐德全球經濟及金融研究所
- 澳門城大 - 澳門一帶一路研究中心

#### 協辧/支持單位
- 香港金融發展局
- 香港貿易發展局
- 香港國際智慧城巿研究院
- 香港優才國際教育諮詢有限公司
- 香港教育局局
- 港鐵學院
- 香港經濟師學會
- 東方蜘蛛有限公司
- 理想新媒體集團有限公司
- 學生福利聯網

#### 支持媒體
- Recruit & Company Limited
- 灼見名家傳媒
- 香港電台普通話台
- 新城財經台
- 經濟日報

#### 贊助單位
- 中原地產代理有限公司
- 中港通證券有限公司
- 李鏡波會計師
- 亞洲保險有限公司
- 菱電發展有限公司
- 陳亨利博士, BBS, JP
- 林健忠曉陽慈善基金會

(其它贊助) 
- 香港城市大學（場地）
- 何緯豐博士 （Logo）
- 東方蜘蛛有限公司 （網頁》

### 外訪
第三屆外訪：前往了越南，見《帶路先鋒》(http://www.brp.com.hk/a-list/19699-cht （页面存档备份，存于）)